# Louis Kosec
Louis Kosec, né le 14 juillet 1927 à Šentrupert et mort le 29 décembre 2017 à Issoire, est un coureur cycliste français, professionnel de 1951 à 1958,.

## Biographie
De son vrai nom Kowseck, il se fait naturaliser français le 15 octobre 1948.
De 1957 à 1959, il court pour l'équipe cycliste Peugeot.

## Palmarès
- 1953
  - 2e du Grand Prix d'Issoire
- 1954
  - Grand Prix d'Issoire
  - 2e du Grand Prix cycliste de Mende
- 1956
  - Circuit d'Auvergne
  - 4e étape du Tour de l'Ouest
  - Grand Prix des Foires d'Orval
  - 2e du Grand Prix des chaussures Léon Daniel
- 1957
  - Grand Prix d'Issoire
  - Grand Prix cycliste de Mende
- 1958
  - Grand Prix d'Issoire
  - 2e étape du Circuit d'Aquitaine
  - 2e du Tour de Picardie
  - 2e du Circuit du Cher
  - 2e du Prix Albert-Gagnet
  - 3e du Tour de l'Ariège